# Wojciech Mączyński
Wojciech Mączyński herbu Świnka – kasztelan spycimierski w latach 1735–1750, łowczy sieradzki w latach 1716–1735.
Poseł województwa sieradzkiego na sejm 1729 roku. Był posłem województwa sieradzkiego na sejm 1730 roku. Jako poseł na sejm konwokacyjny 1733 roku z województwa sieradzkiego był członkiem konfederacji generalnej zawiązanej 27 kwietnia 1733 roku na tym sejmie. Poseł województwa rawskiego na sejm zwyczajny pacyfikacyjny 1735 roku.